# Black Mafia Life
Black Mafia Life — третий студийный альбом группы Above the Law, вышедший в 1992 году.

## Об альбоме
Black Mafia Life имел не меньший успех, чем дебютный альбом Livin’ Like Hustlers. Все треки были спродюсированы самими участниками группы.

## Список композиций
1. «Black Triangle»
2. «Never Missin' a Beat»
3. «Why Must I Feel Like Dat?»
4. «Commin' Up»
5. «Pimpology 101»
6. «Call It What U Want» (при участии: 2Pac, Money-B)
7. «Harda U R tha Doppa U Faal»
8. «Game Wreck-Oniz-Iz Game» (при участии: Eazy-E, Kokane)
9. «Pimp Clinic»
10. «V.S.O.P.»
11. «Process of Elimination (Untouchakickamurdaqtion)» (при участии: MC Ren)
12. «G’s & Macoronies»
13. «G-Rupie’s Best Friend»
14. «Mee vs. My Ego»
15. «Outro»

## Чарты
- «Billboard 200» (#37)[1]
- «Top R&B/Hip-Hop Albums» (#6)